# Godyris amaretta
Godyris amaretta är en fjärilsart som beskrevs av Richard Haensch 1903. Godyris amaretta ingår i släktet Godyris och familjen praktfjärilar. Inga underarter finns listade i Catalogue of Life.